# Агранович, Борис Львович
Борис Львович Агранович (1938—2014) — советский и российский учёный, доктор технических наук, профессор, действительный член Академии информатизации образования и Международной Академии энерго-информационных наук.
Автор и соавтор более 200 научных публикаций в отечественных и зарубежных источниках, в том числе 15 монографий, имеет 3 изобретения.

## Биография
Родился 5 марта 1938 года в городе Константиновка Донецкой области Украинской ССР.
В 1962 году окончил радиотехнический факультет Томского политехнического института (ТПИ, ныне — Томский политехнический университет) по специальности «Радиотехника». Продолжил работать в качестве ассистента в этом вузе.
В сентябре 1962 года был переведён во вновь созданный Томский институт радиоэлектроники и электронной техники (ТИРиЭТ, ныне — Томский государственный университет систем управления и радиоэлектроники), где занимал должности ассистента, старшего преподавателя, доцента (1968), а с сентября 1970 по 1974 год — декана радиотехнического факультета.
Кандидатскую диссертацию на тему «Исследование и разработка прецизионных радиоимпульсных фазометрических устройств» защитил в 1967 году.
В 1981 года вернулся в ТПИ на кафедру «Оптимизация систем управления», где работал доцентом и профессором кафедры, руководил Западно-Сибирским центром информационных и социальных технологий
В 1978 году Б. Л. Агранович стал главным конструктором типовых автоматизированных систем управления вузом Минвуза РСФСР, в 1994 году — главным конструктором Интегрированной отраслевой автоматизированной системы управления Минвуза РСФСР. В 2003—2004 годах был ответственным исполнителем межвузовских научно-исследовательских работ «Исследование проблем и разработка путей становления и развития инновационных университетов России» и «Исследование и разработка системы управления инновационного университета», выполняемых по инициативе Томского политехнического университета и Ассоциации инженерного образования, которые финансировались Министерством образования РФ. В 2005—2006 годах Агранович был заместителем научного руководителя программы «Томск — центр образования, науки и инноваций мирового уровня». В 2007—2008 годах являлся научным руководителем инновационной образовательной программы Томского политехнического университета «Опережающая подготовка элитных специалистов и команд профессионалов мирового уровня по приоритетным направлениям науки, технологий и техники».
Кроме научной и преподавательской деятельности, Борис Львович занимался общественной — являлся вице-президентом Ассоциации инженерного образования России, членом экспертной комиссии Ассоциации технических университетов России, ответственным секретарем журнала «Инженерное образование», заместителем главного редактора межвузовского сборника «Кибернетика и вуз»; стал инициатором возрождения Томской региональной общественной организации общества «Знание» России.
Умер 12 августа 2014 года в Томске.

## Заслуги
- Был награжден медалями: «За доблестный труд. В ознаменование 100-летия со дня рождения В. И. Ленина» (1970) и «За заслуги перед Отечеством» II степени (1996), серебряной медалью «За заслуги перед Томским политехническим университетом» (1998), юбилейной медалью «400 лет городу Томску» (2004), медалью Петра I «За развитие инженерного дела и образования» (2011). Также был награжден двумя серебряными медалями ВДНХ СССР.
- Имел звания «Заслуженный работник высшей школы РФ» (2000), «Почетный работник высшего профессионального образования РФ» (2005).
- Был лауреатом премии Президента РФ в области образования (1998)[источник не указан 1130 дней], премии Томской области в сфере науки и образования (1995), премии Томского обкома ВЛКСМ (1970).
- Отмечался почётными грамотами Минобрнауки РФ (2006), Томской области (2008)[3], fдминистрации города Томска (2008).
- В 2002 году Международная организация IGIP присвоила Б. Л. Аграновичу титул «Европейский преподаватель инженерного вуза».